# 할마헤라섬

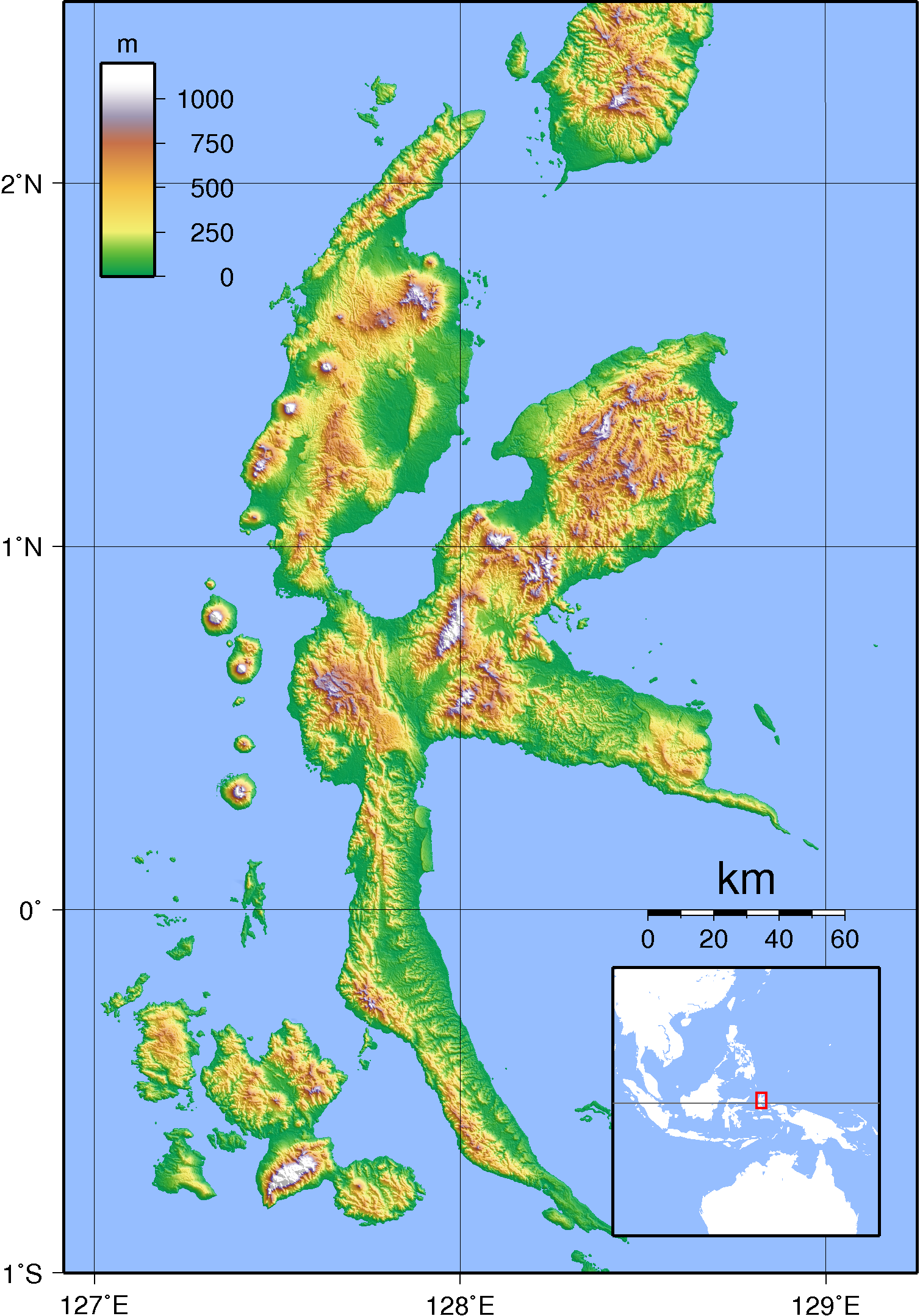
할마헤라섬의 지형도

할마헤라(인도네시아어: Halmahera), 혹은 지롤로(Jilolo 또는 Gilolo)는 인도네시아 북말루쿠주의 말루쿠 제도에서 가장 큰 섬이다. 할마헤라의 면적은 17,780 km2, 인구는 1995년 통계로 16만 2728명이다. 인구의 약 절반은 무슬림이며, 나머지 절반은 기독교도이다.

## 역사
할마헤라는 적은 인구로 인해 서쪽에 위치한 테르나테와 티도레와 역사적으로 깊은 관계를 맺어왔다. 테르나테아 티도레 왕국은 네덜란드 동인도회사가 제도 전체의 통제를 장악하기 전까지 지역의 주요 왕국이었다.
제2차 세계 대전 중 할마헤라에는 일본제국에 점령되어 카오 만에 일본군 기지가 세워졌다.
1999년에서 2000년 사이 할마헤라는 기독교도들과 무슬림 사이의 충돌을 겪었다. 분쟁은 처음에는 대다수가 기독교인 카오인들과 거의 전부가 무슬림인 말리푸트인들 사이에서 시작되었으며 곧 종교분쟁의 양상을 띠어 말루쿠 제도 북부 전체로 확산되었다. 자와섬에서 대규모로 들어온 라스카르 지하드나 이슬람수호전대를 비롯한 무장단체들의 항쟁에 수천여 명이 사망하였다. 2000년 6월에는 할마하라에서 술라웨시섬으로 떠나는 난민들 500여명을 실은 여객선이 침몰하였고, 이에 대한 음모론이 나돌았다.
오늘날 할마헤라섬과 인도네시아 나머지 지역과의 교류는 주의 수도 테르나테를 통해서 행해지며, 할마헤라의 가장 큰 도시인 토벨로에도 수라바야섬 및 마나도섬으로 향하는 항로가 있다.

## 지리
북말라쿠 주는 8개의 군으로 나뉘어 있으며 그 중 6개가 할마헤라섬에 위치해 있다. 할메하라는 이에 따라 북할마헤라, 서할마헤라, 동할마헤라, 중앙할마헤라, 남할마헤라로 나뉘며 티도레의 일부가 할마헤라섬에 걸쳐 있다. 북말라쿠주의 테르나테군과 술라군은 할마헤라에 걸쳐 있지 않다.

## 같이 보기
- 서파푸아어족
- 토벨로어